# カラビュック県
カラビュック県(カラビュックけん、トルコ語: Karabük ili)は、トルコ北部、黒海地方の県。県都であるカラビュックはアンカラの北およそ200kmの位置にあり黒海海岸からは100kmの距離がある。北から時計回りにバルトゥン、カスタモヌ、チャンクル、ボル、デュズジェ、ゾングルダク各県と接している。
カラビュックにはバルトゥン-アンカラ間の高速道路が通っており、古くから中央アナトリア地方とバルトゥン県のアマスラ港への重要な街道であった。アンカラからゾングルダクへの鉄道もこの県を通る。産業の拠点としても知られており、金属産業が有名。
サフランボルがUNESCOの世界遺産の国際文化地区に指定されている。この地域で作られるロクムは独特のものである。

## 下位自治体
- カラビュック（Karabük）
- エフラニ（Eflani）
- エスキパザール（Eskipazar）
- オヴァジュック（Ovacık）
- サフランボル（Safranbolu）
- イェニジェ（Yenice）